# Mat Hennek
Mat Hennek (* 1969 in Freiburg im Breisgau) ist ein deutscher Fotokünstler.

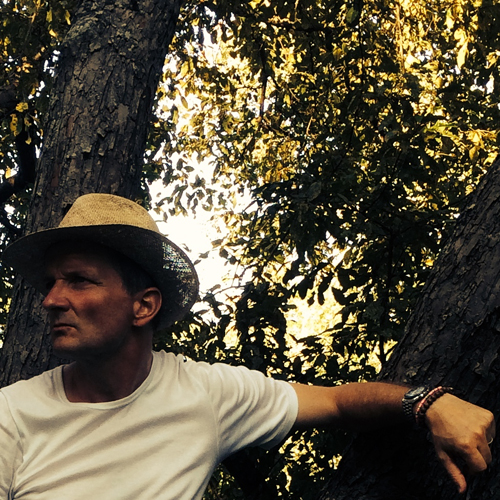

## Werdegang
Mat Hennek arbeitete für Zeitungen und Rundfunkanstalten, bevor er seine künstlerische Ausbildung an der Europäischen Akademie für Bildende Kunst in Trier und im Lette-Verein in Berlin begann. 1995 wurde er Assistent bei Hermann Stamm und bei dem Fotografen Uwe Arens.
Seine Arbeiten erschienen in Veröffentlichungen wie Cosmopolitan, Frankfurter Allgemeine Zeitung, GQ, Marie Claire, Max, Playboy, Süddeutsche Zeitung Magazin, Vogue und ZEITmagazin.
1998 gründete Mat Hennek die Agentur Kasskara in Berlin. Unter anderem arbeitet er für große Plattenfirmen und Labels wie Deutsche Grammophon, Four Music, EMI, Sony BMG, Universal Music Group und Virgin Records.
Seitdem hat Hennek zahlreiche Porträtfotos klassischer Musiker und Künstler aufgenommen: Solisten wie Hilary Hahn, Krystian Zimerman, Hélène Grimaud, Lang Lang, Nelson Freire, Alison Balsom, Dirigenten wie Simon Rattle, Kent Nagano, Claudio Abbado, Valery Gergiev und Opernsänger wie Rolando Villazón, Anna Netrebko, Thomas Quasthoff, Bryn Terfel usw. In einem anderen musikalischen Repertoire haben Künstler wie David Byrne, Lizz Wright, Rammstein, Seeed, Sting, Tracy Chapman, Rufus Wainwright, Daniel Libeskind, Alex Katz und Giora Feidman vor seiner Kamera posiert.
Daneben fertigt er Werbefotos für bekannte Marken an wie Montblanc, Lufthansa, Rolex und Volkswagen, bevor er 2006 den Schwerpunkt seiner Arbeit auf die Kunstfotografie legt.
Mat Henneks Fotografien werden in diversen Publikationen weltweit veröffentlicht. Seine Kunstfotografie wird in diversen Einzel- und Gruppenausstellungen in Europa, Asien und Nordamerika präsentiert.
Mat Hennek lebt mit seiner Lebensgefährtin, der französischen Pianistin Hélène Grimaud, in New York, USA.

## Werke
- Die Seele der Music  |  The Soul of Music
- Woodlands
- Alpenpässe
- Trees of Tel Aviv
- Filmstills
- Palmen im Sturm
- Wolves
- Cityscapes
- Mesa Verde.

Veröffentlichungen
- Woodlands, Steidl, Göttingen 2017.
- Silent Cities, Steidl, Göttingen 2020.
- Sound of Spheres, Steidl, Göttingen 2023.

## Ausstellungen

### Einzelausstellungen
2009
- „Woodlands“, Dramaturgie von Fotos und Musik (in Zusammenarbeit mit der Pianistin Hélène Grimaud), Mecklenburg-Vorpommern Music Festival – Deutschland
- „Die Seele der Musik“, Villa Wahnfried, Bayreuth – Deutschland
- „Die Seele der Musik“, Ocean Sun Festival – MS Europa / Hapag-Lloyd musikalische Kreuzfahrten
- „Woodlands“, Hotel Grand Hyatt Berlin – Deutschland

2010
- „Woodlands and beyond...“, Flo Peters Gallery, Hamburg – Deutschland[1]
- „Woodlands and beyond...“, Private Sammlung Roosen-Trinks, Berlin – Deutschland

2011
- „The2Circles“ Galerie 64bis, Paris – Frankreich
- „The2Circles“ Bernheimer Fine Art Photography, München – Deutschland
- „The2Circles“ Leica Galerie Salzburg – Österreich
- „The2Circles“ Hammer Gallery, Zürich – Schweiz
- „Die Seele der Music  |  The Soul of Music“ Leica Gallery Tokyo – Japan

2012
- „Woodlands and beyond...“ 1839 Contemporary Gallery Taipei – Taiwan

2014
- „Die Seele der Musik  |  The Soul of Music“ Galerie Bernheimer Luzern – Schweiz

2015
- „Woodlands“ Stadtmuseum Bad Hersfeld, Deutschland

### Gruppenausstellungen
2009
- „Landscapes“, Bernheimer Fine Art Photography, München – Deutschland
- „Let's Party für ein Kunstwerk“, Pinakothek der Moderne, München – Deutschland

2010
- „Inner Landscapes, Contemporary Israeli Photography“, Bernheimer Fine Art Photography, München – Deutschland
- „Schauplätze“, Villa Erlengut, Erlenbach am Zürichsee – Schweiz
- Paris Photo 2010 – Carrousel du Louvre – Bernheimer Fine Art Photography – Frankreich

2011
- „Janvier sous la neige“, Galerie Baudoin Lebon, Paris – Frankreich
- Montblanc International Exhibit, Genf – Schweiz

2012
- Ærena Galleries & Gardens, Kalifornien – USA

2015
- „Summertime“ Galerie Bernheimer, München – Deutschland
- Paris Photo 2015 – Grand Palais Paris – Bernheimer Fine Art Photography – Frankreich

2016
- artgenève 2016 – Palexpo SA Genf – Bernheimer Fine Art Photography – Schweiz
- "Booth D9 – Sélection Paris Photo – Bernheimer Fine Art Photography, Luzern – Schweiz